# Liste des aéroports à Maurice
Voici une liste des aéroports à Maurice, triés par emplacement.

## Aéroports
Les noms d'aéroport indiqués en gras indiquent que ceux ci possèdent un service régulier assuré par des compagnies aériennes commerciales.
| Lieu           | District   | OACI | AITA | Nom                                              |
| -------------- | ---------- | ---- | ---- | ------------------------------------------------ |
| Plaine Magnien | Grand Port | FIMP | MRU  | Aéroport international Sir-Seewoosagur-Ramgoolam |
| Plaine Corail  | Rodrigues  | FIMR | RRG  | Aéroport de Plaine Corail                        |